# Sher 25
Sher 25 (również NGC 3603 25) – niebieski nadolbrzym znajdujący się w gwiazdozbiorze Kila w odległości 20 000 lat świetlnych od Ziemi. Gwiazda ta znajduje się wewnątrz gromady otwartej i otaczającej gromadę mgławicy oznaczonej jako NGC 3603.
Sher 25 w ciągu najbliższych kilku tysięcy lat wybuchnie jako supernowa. Wynika to z obserwacji ujawniających podobieństwo tej gwiazdy do Sanduleak -69° 202a (Sk-69 202), gwiazdy która wybuchła jako SN 1987A w Wielkim Obłoku Magellana. Sher 25 znajduje się wewnątrz pierścienia wyrzuconej materii, do którego równocześnie uciekają dodatkowe ilości materii pochodzące z gwiazdy. Powoduje to układanie się odrzuconej materii w mgławicę o kształcie przypominającym klepsydrę. W samym jej środku znajduje się gwiazda Sher 25. Zarówno sam pierścień jak i mgławica przypominają podobne, utworzone wokół Sk-69 202, nim ten niebieski nadolbrzym eksplodował. Mgławica otaczająca Sher 25 jest bogata w azot, co oznacza, że gwiazda ta przeszła fazę czerwonego nadolbrzyma, w czym również jest podobna do Sk-69 202.